# Liste der Kulturdenkmäler in Alzey-Weinheim
In der Liste der Kulturdenkmäler in Alzey-Weinheim sind alle Kulturdenkmäler des Stadtteils Weinheim der rheinland-pfälzischen Kreisstadt Alzey aufgeführt. Grundlage ist die Denkmalliste des Landes Rheinland-Pfalz (Stand: 25. März 2025).

## Denkmalzonen
| Bezeichnung                    | Lage                 | Baujahr      | Beschreibung | Bild                           |
| ------------------------------ | -------------------- | ------------ | --- | ------------------------------ |
| Denkmalzone Villa Heiligenblut | Hauptstraße 114 Lage | 1880er Jahre | Putzbau mit Belevedereturm, 1880er Jahre (OG umgebaut); im ummauerten Weinbergsareal neugotische Kapelle zum Heiligen Blut, bezeichnet 1890; neugotischer zinnenbekrönter Aussichtsturm, bezeichnet 1887; landschaftsbildprägende bauliche Gesamtanlage mit Weingärten | weitere Bilder Fotos hochladen |

## Einzeldenkmäler
| Bezeichnung                        | Lage                                        | Baujahr                     | Beschreibung | Bild                           |
| ---------------------------------- | ------------------------------------------- | --------------------------- | --- | ------------------------------ |
| Friedhofsarchitektur und Grabmäler | Fritz-Erler-Straße Lage                     |                             | auf dem Friedhof: - dreiteilige neugotische Toranlage, bezeichnet 1899; - Kriegerdenkmal 1870/71, reliefierter Sandstein-Obelisk, bezeichnet 1888; zugehöriges Ehrengräberfeld mit kreuzbekrönten Stelen für die zwischen 1887 und 1940 verstorbenen Veteranen; - Grabmäler: Familie Neidlinger, monumentale neuklassizistische Anlage, um 1900; Familie Meitzler-Neidlinger, Schauwand in sachlich-klassizierenden Formen, um 1928; Familien Ph. Rathgeber und Ph. Eibach, wuchtige Ädikula, um 1924; Familien Rau und Vonderheit, Schauwand mit Nischenrelief (Christus nach Thorvaldsen), um 1927; Familie Trautwein-Hebermehl, gestufte Schauwand, galvanoplastisches Relief, um 1930 | BW                             |
| Transformatorenstation             | Georg-Neidlinger-Straße 13 Lage             | 1912                        | Transformatorenstation; dreigeschossiger Typenbau mit Krüppelwalmdach, 1912 | BW                             |
| Keller                             | Georg-Neidlinger-Straße, bei Nr. 17 Lage    | um 1890                     | erdgedeckte Kelleranlage mit Neurenaissance-Portal, um 1890 | BW                             |
| Hofanlage                          | Großer Spitzenberg 5 Lage                   | 1897                        | Vierseithof; stattlicher spätgründerzeitlicher Krüppelwalmdachbau, teilweise Zierfachwerk, 1897, Architekt Stadtbaumeister Jakob Schmitt, Fußgängerpforte bezeichnet 1898, Bruchstein-Querscheune aus der Mitte des 19. Jahrhunderts | BW                             |
| Deutschherrenhof                   | Hauptstraße 3/5/7 Lage                      | 1613                        | ehemaliger Deutschherrenhof; eingeschossiger Mansardwalmdachbau, bezeichnet 1765, Wappenstein bezeichnet 1613, Ofenstein bezeichnet 1769, Ofenstein mit Hausmarke bezeichnet 1754; sogenannte Zehntscheune mit Krüppelwalmdach, 18. Jahrhundert | weitere Bilder Fotos hochladen |
| Evangelische Kirche                | Hauptstraße 32 Lage                         | 1747/48                     | barocker Saalbau mit Krüppelwalmdach, 1747/48, Südturm 1923–27, neugotische Ausstattung | weitere Bilder Fotos hochladen |
| Schulhaus                          | Hauptstraße 34 Lage                         | 1827                        | ehemaliges evangelisches Schulhaus; eineinhalbgeschossiger spätklassizistischer Putzbau, 1827; im Ensemble mit der evangelischen Kirche straßenbildprägend | BW                             |
| Brunnen                            | Hauptstraße, in Nr. 173 Lage                | Anfang des 18. Jahrhunderts | Wandbrunnen mit barockem Altarbaldachin, darin Muttergottes mit Kind, Anfang des 18. Jahrhunderts; reich geschnitzter Weinfassboden, 1810 anlässlich der Hochzeit Napoleons mit Erzherzogin Marie Louise von Österreich | weitere Bilder Fotos hochladen |
| Pumpwerk                           | Offenheimer Straße 2 Lage                   | 1909                        | neuklassizistisch gefärbter Heimatstilbau, bezeichnet 1909 | BW                             |
| Obermühle                          | Offenheimer Straße 40 Lage                  | ab 1784                     | ehemalige Obermühle; Dreiflügelanlage: spätklassizistisches Wohnhaus, bezeichnet 1896; Westflügel und östlicher Stalltrakt aus der ersten Hälfte des 19. Jahrhunderts; Keller im Hang bezeichnet 1784 und 1796 | BW                             |
| Hofanlage                          | Rathausstraße 5 Lage                        | 1759                        | Dreiseithof; im Kern spätbarockes Fachwerkhaus, frühes 18. Jahrhundert, im 19. Jahrhundert teilweise massiv ersetzt und verputzt; Schmiede, bezeichnet 1907; Scheunen-Stalltrakt, 19. Jahrhundert; zweiteilige Toranlage, bezeichnet 1759; straßenbildprägend | BW                             |
| Katholischer Pfarrhof              | Rathausstraße 23/25 Lage                    | 1766                        | ehemaliger katholischer Pfarrhof; spätbarocker Krüppelwalmdachbau, bezeichnet 1766; ehemalige Scheune (Nr. 25), Bruchsteinbau mit Krüppelwalmdach, 18. Jahrhundert | BW                             |
| Alte Schule                        | Rathausstraße 34 Lage                       | 1887                        | Schul- und Rathaus; spätklassizistischer Sandsteinquaderbau, Walmdach, bezeichnet 1887 | BW                             |
| Katholische Pfarrkirche St. Gallus | St.-Gallus-Ring 37 Lage                     | 11. Jahrhundert             | romanischer Westturm, 11. (?) oder 12. Jahrhundert, spätgotischer Treppenturm; spätgotisches Langhaus 1740 barock überformt; gotischer Chor, 14. Jahrhundert; Sakristei bezeichnet 1481; Ausstattung aus dem 15. und 18. Jahrhundert; auf dem ummauerten ehemaligen Friedhof (Torbogen bezeichnet 1739): reliefierter neugotischer Grabstein Laubenheimer, bezeichnet 1876 | weitere Bilder Fotos hochladen |
| Wasserbehälter                     | westlich des Ortes; Flur Am Mandelberg Lage | 1909                        | Bossenquaderbau mit Pyramidendach, 1909 | BW                             |